# Roud Folk Song Index
El Roud Folk Song Index (literalment en català, Índex Roud de les cançons folk) és una base de dades amb més de 240.000 referències de gairebé 25.000 cançons recollides per la tradició oral en llengua anglesa per tot el món. Va ser compilada per Steve Roud, un antic bibliotecari al London Borough of Croydon. L'Índex Roud és una combinació del Broadside Index (fonts impreses prèvies al 1900) i un índex enregistrat sobre el camp pel mateix Roud. Aquest índex subsumeix totes les fonts impreses conegudes amb anterioritat, com ara les de Francis James Child (les Child Ballads), a més d'incloure enregistraments entre el 1900 i el 1975. Fins a principis de 2006, l'índex només estava disponible per subscripció per CD; actualment es pot trobar online a la pàgina web de la Vaughan Williams Memorial Library, mantinguda per la English Folk Dance and Song Society (EFDSS).